# Altoona (Wisconsin)
Pour les articles homonymes, voir Altoona.
Altoona est une ville américaine du comté d'Eau Claire, dans l’État du Wisconsin. Au recensement de 2004, la population s'élevait à 6719 personnes.

## Géographie
C'est à Altoona que la rivière Eau Claire se jette dans la rivière Chippewa.
Altoona fut le terminus de la voie de chemin de fer de l'Union Pacific.